# Gun Smith Cats
Gun Smith Cats (ガンスミスキャッツ?, Gansumisu Kyattsu) è un manga di Ken'ichi Sonoda, successivamente adattato in un anime nel 1995. La storia di genere girls with guns, ruota intorno a due giovani donne, la diciannovenne Irene (Aileen nell'edizione italiana) "Rally" Vincent e la sua collega, la diciassettenne "Minnie" May Hopkins.

## Trama
Rally e May lavorano nell'armeria "Gun Smith Cats" a Chicago. Rally ha anche un secondo lavoro: la cacciatrice di taglie, assistita proprio da May. Rally tuttavia parla della sua seconda attività come di un hobby, benché essa sia di fatto la maggiore fonte delle sue entrate. Rally è abilissima nell'utilizzo delle pistole, oltre che un'espertissima pilota, cosa che le risulta molto utile in caso di inseguimento. May invece è esperta di esplosivi.
Pian piano altri personaggi faranno da contorno alle loro avventure, come il poliziotto Roy, l'informatrice Becky, l'amica Misty (prima ladruncola e poi assunta da Rally come commessa nel negozio) e il corriere della mala Roadbuster, mentre dovrà fare i conti con la sua antagonista Goldie, spietata mafiosa purosangue che gestisce un impero fondato sulle nuove droghe, mezzo con cui si assicura anche la fedeltà dei suoi collaboratori. Sia Rally che May però  non sono cacciatrici di taglie solo per i compensi: infatti Rally cerca di far luce sulla sparizione o morte del padre mentre May cerca disperatamente di rintracciare il suo ex mentore e fidanzato.

## Personaggi
Irene "Rally" Vincent (アイリーン・ラリー・ビンセント?, Airīn Rarī Binsento, Aileen "Rally" Vincent nell'edizione italiana)
Doppiata da: Michiko Neya
Rally è una ragazza di origine indiana, all'età di sette anni la madre fu uccisa durante un conflitto a fuoco da un uomo che voleva rapinare l'armeria del padre, mentre il padre è sparito per cercare l'assassino della moglie e probabilmente è morto. Rally aveva un ottimo rapporto con il padre, condividendone la passione per le armi. Per poter fare la vita dell'armaiola ed essere autonoma, cambia nome con uno maschile e falsifica i documenti per sembrare più grande. All'inizio del manga ha 19 anni (23 sui documenti) ed è da poco diventata tutrice di May a cui cerca di dare una vita migliore ma la ragazza, come lei, è affascinata dal pericolo e dall'avventura. Dopo aver seguito il caso di Missy, una ragazza scomparsa, inizia a provare un odio viscerale per le droghe e gli spacciatori, a causa della morte della ragazza. Missy sarà il motivo per cui la sua strada si incrocerà con la regina della droga Goldie, che l'aveva resa sua schiava personale. Rally ritrova il padre proprio grazie a Goldie, che però voleva usarlo contro di lei. Guida una Ford Shelby Mustang GT500 blu con strisce bianche del 1967.
"Minnie" May Hopkins (ミニー・メイ・ホプキンズ?, Minī Mei Hopukinzu)
Doppiata da: Kae Araki
May a 13 anni viveva per strada, vestendosi da maschio e dandosi al borseggio dei passanti, finché non si è imbattuta in Ken, un esperto di esplosivi legato alla mala. Ken la portò a vivere con sé e la istruì nel suo lavoro, ignorando che fosse una ragazza, finché lei glielo rivelò dicendo di amarlo, la loro relazione venne presto interrotta perché Ken, per scappare dalla mala, inscena la propria morte in un'esplosione e May, braccata, finisce per chiedere aiuto alla tenutaria della "Casa dei gatti viola", una casa di tolleranza gestita dalla mafia cinese. May diventa così per quattro anni una prostituta, per sdebitarsi dell'aiuto ricevuto. Non viene rivelato come venne poi affidata a Rally, all'inizio del manga. Il rapporto tra May e Rally è molto conflittuale e May non sopporta che Rally decida per lei e la scoraggi dal cercare Ken, facendo valere il suo ruolo di tutrice, nonostante abbiano appena due anni di differenza d'età. May riuscirà a ritrovare Ken ma l'uomo solo dopo molte incertezze riprenderà la loro storia. May durante la sua permanenza nella casa di tolleranza, si è fatta sottoporre ad un processo (a base di erbe e agopuntura) che rallentasse la sua crescita, in modo che Ken potesse riconoscerla al primo sguardo anche dopo anni.
Becky Farrah (ベッキー・ファーラ?, Bekkī Fāra)
Doppiata da: Aya Hisakawa
È un'informatrice ed esperta informatica, vende le sue soffiate indifferentemente a malavitosi o alle forze dell'ordine e a Rally, facendosi pagare profumatamente. Diventa amica di Rally, ma terrà la sfera lavorativa ben distinta, non volendo rovinare la propria reputazione nel giro.
Bean Bandit "the Roadbuster" (ビーン・バンデット?, Bīn Bandetto)
Doppiato da: Hideyuki Tanaka
Bean è un corriere della mala, trasporta di tutto, purché ben pagato. La sua scrupolosità lo ha reso molto richiesto nell'ambiente malavitoso, nonostante i suoi modi bruschi. In alcune occasioni aiuta Rally, in altre sono rivali. Dopo aver perso contro Rally una corsa automobilistica clandestina , si impegna a non trasportare mai più droga. Verso la fine del manga viene fatto qualche accenno ad un possibile interesse personale per Rally, ma questo aspetto non verrà mai esplorato (anche per la chiusura della serie).
Misty Brown (ミスティ・ブラウン?, Misuti Buraun)
Ladruncola esperta nel furto d'auto e nello scassinare serrature, viene beccata da Rally a rubare la propria auto. Le due diventano amiche, e Rally la assume come commessa, anche se la ragazza non rinuncerà alle sue bravate. Viene rapita dall'antagonista di Rally, Goldie, per attirarla in una trappola. Anche in altre occasioni Rally dovrà salvarla dai guai. Misty è innamorata, non ricambiata proprio di Rally.
Roy Coleman (ロイ・コールマン?, Roi Kōruman)
Doppiato da: Ikuya Sawaki
Poliziotto serio e pacato, si ritroverà spesso Rally tra i piedi mentre la ragazza segue le tracce di qualche ricercato. Roy ha molto rispetto per Rally e trova prezioso il suo aiuto.
Goldie Musou (ゴールディ・ムッソー?, Gōrudi Mussō)
Diventerà la peggiore antagonista di Rally. Goldie è una donna imponente e seducente, a capo di una potente organizzazione mafiosa. Appena laureata in chimica si era trovata a dover affrontare la morte dei genitori e dell'amato nonno (potente ma anziano boss) che fino a quel momento l'aveva tenuta al riparo dalle attività di famiglia. Per vendicare la morte dei suoi familiari e non contenta del nuovo modo di gestire gli affari dei nuovi capi, decide di scalare l'organizzazione usando le nuove droghe, soprattutto quelle che sintetizza lei stessa. Dopo aver ucciso tutti i suoi rivali ed essersi assicurata la fedeltà dei sottoposti diventa una vera e propria regina del racket della droga. Usa una delle sue droghe anche per tenere legate a sé un vero e proprio harem di giovani donne che adesca e poi fa vivere a casa sua, dopo averle rese dipendenti e aver fatto loro un vero lavaggio del cervello. La sua strada si incrocia con quella di Rally quando l'armaiola viene ingaggiata dal padre di una delle sue ragazze che la cerca disperato. Goldie rimane affascinata da Rally e decide di rapire Misty per catturarla. Goldie ha un interesse morboso verso Rally: vuole soggiogarla ma senza ricorrere alla droga, abbandona anche le sue donne al loro destino, stanca di loro. Goldie ha anche un asso nella manica: tempo prima aveva assoldato il padre di Rally, diventato nel frattempo un assassino, manipolandolo con la droga e cercando di fargli uccidere la stessa Rally. Goldie rimarrà ferita da una pallottola sparata da Rally: il colpo non la uccide ma, avendole trapassato il cranio, perde la memoria. L'assistente personale di Goldie ne approfitta per fare in modo che la donna abbia finalmente una vita normale, lontano dal mondo della mafia.

## Produzione
Dopo aver lasciato la società di produzione di anime Artmic per lavorare come disegnatore di fumetti, Ken'ichi Sonoda ha presentato alcuni dei suoi concetti di storia ed alcune illustrazioni all'editore Kōdansha. Questi non hanno impressionato i redattori, ma un disegno raffigurante due ragazze ha attirato l'attenzione di uno di loro, che gli ha suggerito di sviluppare un concetto basato su ciò. Sonoda ha dichiarato in un'intervista che il bozzetto è stata la genesi dell'intera serie. All'epoca l'autore non aveva piani per quell'illustrazione, ma decise di espandere ciò che era stato presentato in Riding Bean in una storia sviluppata. A causa di problemi di licenza, Sonoda non poté utilizzare alcun elemento tratto da Riding Bean nel periodo in cui stava creando Gun Smith Cats. Tuttavia, durante la serializzazione della serie i diritti gli sono stati restituiti e ha aggiunto il personaggio di Bean Bandit al cast della serie. Sebbene fosse un fan della serie drammatica poliziesca giapponese Taiyō ni hoero!, sostenne che la serie non si adattava al suo stile occidentale che preferiva. La storia quindi fu influenzata dai film d'azione statunitensi come Il braccio violento della legge e The Blues Brothers.
Sonoda ha scelto la Shelby GT500 come auto da rally dopo aver scoperto che i veicoli nei film di guida degli anni '70 erano spesso Ford Mustang. Ha studiato così i vari modelli e ha selezionato la GT500 perché era la più potente e non per qualsiasi altra sua caratteristica. Quando i personaggi estraevano le pistole, Sonoda usò una combinazione di caricatori e delle relative repliche.
I nomi dei personaggi sono stati presi da programmi televisivi americani come Vita da strega e Il fuggiasco. Il personaggio di "Minnie" May è stato il risultato di un compromesso tra l'autore e l'editore.

## Media

### Manga
Il manga, scritto e disegnato da Ken'ichi Sonoda, è stato serializzato dal 25 dicembre 1990 al 25 aprile 1997 con cadenza irregolare sulla rivista Afternoon edita da Kōdansha. I settantasei capitoli sono stati poi raccolti in otto volumi tankōbon pubblicati dal 13 dicembre 1991 al 19 luglio 1997. Negli USA la serie è stata adattata da Studio Proteus e pubblicata da Dark Horse Comics. I capitoli sono inizialmente pubblicati come numeri individuali a cadenza mensile dal 1º maggio 1995 al 15 agosto 2001. In tale edizione sono state rimosse due scene, una in cui Minnie May faceva sesso orale con un uomo e l'altra in cui sono state rimosse delle macchie di sangue su un letto; queste censure sono state apportate con l'approvazione di Kenichi Sonoda. I singoli capitoli sono stati poi raccolti in nove volumi tascabili usciti tra il 1º ottobre 1996 e il 13 febbraio 2002. La serie venne anche serializzata sulla testata britannica Manga Mania dal settembre 1996.
Un'edizione omnibus in quattro volumi, intitolata Gun Smith Cats Revised Edition, è stata pubblicata in Giappone tra il 22 luglio e il 21 ottobre 2005. Questa edizione è stata poi pubblicata in inglese da Dark Horse tra il 14 marzo e il 19 dicembre 2007. Il quarto volume include contenuti bonus aggiuntivi dai primi schizzi e note riguardanti l'OAV Riding Bean e di Sonoda. L'edizione inglese utilizza il formato originale giapponese di lettura da destra a sinistra per la prima volta, al contrario della precedente occasione. La serie è stata venduta avvolta in una pellicola termoretraibile e con un avviso di età superiore ai 18 anni sulla copertina.
Nel 2004, dopo aver completato Exaxxion, Sonoda ha creato una nuova serie dal titolo Gun Smith Cats Burst, sequel del manga precedente. Questa è stata serializzata dal 24 luglio 2004 al 25 settembre 2008 sempre sulla rivista Afternoon. I capitoli furono poi raccolti in cinque volumi usciti tra il 23 giugno 2005 e il 21 novembre 2008. L'edizione in lingua inglese è stata pubblicata da Dark Horse dal 2 maggio 2007 al 14 aprile 2010.
In Italia la serie è stata pubblicata dalla testata Kappa Magazine della Star Comics dal 1994 al 1997; gli ultimi capitoli sono stati pubblicati separatamente dal febbraio 1998 all'aprile 2001 in quattro volumetti autonomi per la collana Storie di Kappa. Ancora Star Comics ha pubblicato in anteprima i primi due capitoli di Gunsmith Cats Burst come storie "speciali" separate nei numeri 126 (dicembre 2002) e 137 (novembre 2003), poco prima della sua chiusura. Ancora non esiste una pubblicazione seriale di Gunsmith Cats Burst in Italia.

#### Volumi
| Gun Smith Cats (8 volumi)       | |                        |               |
| 1                               | 13 dicembre 1991 | ISBN 4-06-314039-3     | —             |
| 2                               | 17 settembre 1992 | ISBN 4-06-314047-4     | —             |
| 3                               | 20 aprile 1993 | ISBN 4-06-314060-1     | —             |
| 4                               | 18 gennaio 1994 | ISBN 4-06-314074-1     | —             |
| 5                               | 21 febbraio 1995 | ISBN 4-06-314096-2     | febbraio 1998 |
| 6                               | 17 novembre 1995 | ISBN 4-06-314120-9     | maggio 1999   |
| 7                               | 21 ottobre 1996 | ISBN 4-06-314141-1     | ottobre 2000  |
| 8                               | 19 luglio 1997 | ISBN 4-06-314158-6     | aprile 2001   |
| Gun Smith Cats Burst (5 volumi) | |                        |               |
| 1                               | 23 giugno 2005 | ISBN 4-06-314383-X     | —             |
| 1                               | Capitoli (traduzioni letterali dei titoli) - <Serie one-shot> #1 (＜読み切りシリーズ＞#1?, <Yomikiri shirīzu>#1) - #2 Gun Smith Cats Mini Theater HP (#2 ガンスミス キャッツ ミニシアター HP?, #2 Gan Sumisu Kyattsu Mini Shiatā HP) - #3 HIDDEN GUN (#3 HIDDEN GUN?) - Curiosità sul primo one-shot (弾丸トリビア‐1発目‐?, Dangan toribia ‐1 patsume‐) - 1. BURST (BURST?) - 2. OASIS (OASIS?) - 3. MONROE INN (MONROE INN?) - 4. MUZZLE TO MUZZLE (MUZZLE TO MUZZLE?) - 5. GIMME MORE SLICE OF TAKE! (GIMME MORE SLICE OF TAKE!?) - 6. RETURN (RETURN?) - 7. DEAL (DEAL?) - Curiosità sul secondo one-shot (弾丸トリビア‐2発目‐?, Dangan toribia ‐2 patsume‐) |                        |               |
| 2                               | 22 novembre 2005 | ISBN 4-06-314396-1     | —             |
| 2                               | Capitoli (traduzioni letterali dei titoli) - 8. FINDING SHELBY (FINDING SHELBY?) - 9. EXPLOSION (EXPLOSION?) - 10. GT500 (GT500?) - 11. SHOOTING RANGE (SHOOTING RANGE?) - Curiosità sul terzo one-shot (弾丸トリビア‐3発目‐?, Dangan toribia ‐3 patsume-) - 12. BREACH OF CONTRACT (BREACH OF CONTRACT?) - Curiosità sul quarto one-shot (弾丸トリビア‐4発目‐?, Dangan toribia ‐4 patsume‐) - 13. GET OUT OF HOSPITAL (GET OUT OF HOSPITAL?) - 14. INRUSH (INRUSH?) - 15. THE PRICE TO PAY (THE PRICE TO PAY?) - 16. MACH1 COP (MACH1 COP?) - Curiosità sul quinto one-shot (弾丸トリビア‐5発目‐?, Dangan toribia ‐5 patsume‐) |                        |               |
| 3                               | 22 settembre 2006 | ISBN 4-06-314426-7     | —             |
| 3                               | Capitoli (traduzioni letterali dei titoli) - 17. KING COBRA (KING COBRA?) - 18. HOW TO AIM AND SHOOT (HOW TO AIM AND SHOOT?) - Curiosità sul sesto one-shot (弾丸トリビア‐6発目‐?, Dangan toribia ‐6 patsume‐) - Curiosità sul settimo one-shot (弾丸トリビア‐7発目‐?, Dangan toribia ‐7 patsume‐) - 19. THE MONEY-SUCKING CAR (THE MONEY-SUCKING CAR?) - 20. THE V8 FREAKS (THE V8 FREAKS?) - 21. THE DIRTY COP (THE DIRTY COP?) - 22. TRAFFIC JAM (TRAFFIC JAM?) - 23. THE AMBUSH (THE AMBUSH?) - 24. RPG7 (RPG7?) - 25. THE STANDOFF (THE STANDOFF?) - 26. STALLED! (STALLED!?) - Curiosità sull'ottavo one-shot (弾丸トリビア‐8発目‐?, Dangan toribia ‐8 patsume‐) - Curiosità sul nono one-shot (弾丸トリビア‐9発目‐?, Dangan toribia ‐9 patsume‐)                                                                                            |                        |               |
| 4                               | 23 ottobre 2007 | ISBN 978-4-06-314474-1 | —             |
| 4                               | Capitoli (traduzioni letterali dei titoli) - 27. THE POST-BALL STORIES (THE POST-BALL STORIES?) - 28. CHATTING AWAY (CHATTING AWAY?) - 29. A FAMILIAR FACE FROM THE PAST (A FAMILIAR FACE FROM THE PAST?) - 30. GOLDY (GOLDY?) - 31. THE SCAR'S MEMORY (THE SCAR'S MEMORY?) - 32. Guard Goldy! (Guard Goldy!?) - 33. One-handed (One-handed?) - 34. THE WOUNDED ONES (THE WOUNDED ONES?) - 35. A SHOOTOUT IN THE SMOKE (A SHOOTOUT IN THE SMOKE?) - 36. FLASH BACK? (FLASH BACK??) - 37. LOST MEMORY,RECOVERED MEMORY (LOST MEMORY,RECOVERED MEMORY?) - 38. AFTER THE HOUSE PARTY (AFTER THE HOUSE PARTY?) - Curiosità sul decimo one-shot (弾丸トリビア‐10発目‐?, Dangan toribia ‐10 patsume‐) - Curiosità sull'undicesimo one-shot (弾丸トリビア‐11発目‐?, Dangan toribia ‐11 patsume‐)                                                          |                        |               |
| 5                               | 21 novembre 2008 | ISBN 978-4-06-314538-0 | —             |
| 5                               | Capitoli (traduzioni letterali dei titoli) - 39. MINNIE MAY'S SOUVENIR (MINNIE MAY'S SOUVENIR?) - 40. REHABILITATION (REHABILITATION?) - 41. BECKY FARRAH (BECKY FARRAH?) - 42. DRUG TRAFFICKING (DRUG TRAFFICKING?) - 43. ANYTHING BUT DRUGS (ANYTHING BUT DRUGS?) - 44. HAO SHIFU (HAO SHIFU?) - 45. LIFT THE BAN (LIFT THE BAN?) - 46. CAN'T BACK UP (CAN'T BACK UP?) - 47. 150MPH SHAKE! (150MPH SHAKE!?) - 48. PERCY (PERCY?) - 49. MISTY'S DETERMINATION (MISTY'S DETERMINATION?) - Curiosità sul dodicesimo one-shot (弾丸トリビア‐12発目‐?, Dangan toribia ‐12 patsume‐) - GOOD NIGHT (GOOD NIGHT?) - Finale. FACES OF CHICAGO (FACES OF CHICAGO?) - Curiosità sul tredicesimo one-shot (弾丸トリビア‐13発目‐?, Dangan toribia ‐13 patsume‐) - Curiosità sul quattordicesimo one-shot (弾丸トリビア‐14発目‐?, Dangan toribia ‐14 patsume‐) |                        |               |

### Anime
È stato creato un adattamento anime diviso in tre episodi OAV, il quale narra una storia originale per i personaggi, ma include comunque diversi riferimenti alla trama del manga. Qui il personaggio di Becky ha un ruolo maggiore rispetto alla controparte cartacea.
Negli Stati Uniti d'America la serie è stata concessa in licenza da ADV Films che ha pubblicato il primo episodio in Nord America il 20 febbraio 1996. Furono distribuite due differenti versioni in VHS, una sottotitolata e una doppiata, oltre a un laserdisc multilingua. È stata lanciata sul mercato anche un'edizione speciale della versione sottotitolata, insieme a un documentario di quaranta minuti. ADV ha quindi scelto di distribuire la serie nel Regno Unito, dove il primo volume VHS venne reso disponibile il 3 giugno 1996 sottotitolato o doppiato; in entrambi i casi fu incluso anche il documentario dedicato.
Un'uscita in DVD di tutti e 3 gli episodi e la realizzazione dello speciale è stata distribuita in Nord America il 27 marzo 2001 prima di essere ripubblicata come parte della collana Essential di ADV con un prezzo inferiore il 13 aprile 2004.
Il 3 dicembre 2017, AnimEigo ha annunciato di aver acquisito la licenza per Gun Smith Cats e che avrebbe creato una campagna su Kickstarter per produrre un'edizione Blu-ray della serie.
L'adattamento anime è stato diretto da Takeshi Mori. Sebbene Mori fosse interessato alle auto, non conosceva molto bene le armi da fuoco e si è sforzato di ricercare delle informazioni su di esse durante la produzione. Così si è assicurato che la storia fosse interessante per evitare che l'anime si concentrasse solo sulle pistole e sulle auto utilizzate dalle protagoniste. La musica dell'anime è stata composta dall'ex batterista dei Weather Report, Peter Erskine. Durante la produzione dell'adattamento animato, i membri dello staff hanno fatto diversi viaggi a Chicago per visitare alcuni luoghi, tra cui un negozio di armi e un'accademia di polizia. Durante questi viaggi il personale fu in grado di maneggiare e sparare con armi vere per documentarsi maggiormente, cosa non possibile in Giappone per via delle limitazioni riguardanti le armi da fuoco. I rumori di una Shelby Cobra GT-500 sono stati registrati a Hollywood per essere utilizzati come effetti sonori all'interno della serie; mentre per la maggior parte degli oggetti di scena furono utilizzate le rispettive versi reali.
L'adattamento anime è stato trasmesso in Nord America su Encore Action Channel nel settembre 2000.

#### Episodi
| Nº | Titolo italiano (traduzione letterale) Giapponese 「Kanji」 - Rōmaji | Prima edizione    | Prima edizione |
| Nº | Titolo italiano (traduzione letterale) Giapponese 「Kanji」 - Rōmaji | Giapponese        |                |
| 1  | LA ZONA NEUTRALE 「THE NEUTRAL ZONE」                                | 1º novembre 1995  |                |
| 2  | OSCILLARE IN ALTO! 「SWING HIGH!」                                   | 1º aprile 1996    |                |
| 3  | BORDO AD ALTA VELOCITÀ 「HIGH SPEED EDGE」                           | 1º settembre 1996 |                |

## Accoglienza

### Manga
La serie è stata nominata nella categoria "Miglior adattamento americano di materiale straniero" dell'Harvey Award del 1997.
In Manga: The Complete Guide, Jason Thompson fu critico nei confronti della rappresentazione di Sonoda delle donne come "giocattoli di plastica dai fianchi sottili con peli pubici" e alcuni elementi della trama "francamente pedofili". Tuttavia, elogiò la "narrativa abile" e descrisse la localizzazione inglese come "eccellente".
Mike Crandol di Anime News Network fu critico nei confronti del volume finale del manga, Misty's Run, credendo che il numero precedente sarebbe stato un finale migliore e il "vero climax" della serie. Evidenziò una qualità grafica inferiore rispetto ai volumi precedenti come segno che Sonoda poteva aver perso interesse per la serie. Tuttavia, osservò che, nonostante ciò, la storia era ancora "eseguita in modo intelligente e piena di azione".

### Anime
Manga Mania ha descritto l'adattamento dell'anime come "roba colorata e pazza" e "una festa molto divertente". Confrontando il manga e l'anime ha notato che nonostante l'attenzione di Sonoda per le auto e le armi della serie, l'ambientazione sembrava più una generica città americana che Chicago. Tuttavia ha elogiato l'attenzione data alla rappresentazione più accurata della città offerta dall'adattamento animato. In The Anime Encyclopedia, Jonathan Clements e Helen McCarthy definirono l'adattamento un "bel divertimento" e hanno osservato l'approccio spensierato alla serie rispetto al manga. I due affermarono che meritava una versione televisiva. Tuttavia conclusero che la scarsa presenza di criminalità pulp negli anni '90 era un problema.
Mike Crandol di Anime News Network fu decisamente più positivo sull'adattamento anime, ma ha notato che le sequenze che ritraevano le sparatorie erano state semplificate rispetto al manga. Ha elogiato l'attenzione che ADV aveva dedicato alla confezione DVD rispetto agli altri titoli e la qualità del doppiaggio inglese. In sintesi, ha definito l'adattamento animato come "un'eccellente fetta introduttiva di un'anime" per via della familiarità con l'ambientazione per coloro che non conoscevano gli anime e definì quest'ultimo una "solida fetta di cinema divertente". In un'altra recensione di Anime News Network, un recensore apprezzò la serie per la grafica e il sonoro che li paragonò a "un grintoso e grigio sobborgo della moderna Chicago", l'impressionante qualità dell'anime, dell'azione e dell'artwork. Raphael See di THEM Anime lodò la serie per aver offerto "molto di ciò che offriva il suo predecessore manga", avendo una "storia abbastanza intelligente, animazioni fluide, azione furiosa e umorismo continuo". Si è solo lamentato per il fatto che la serie fosse troppo breve e sperava che un giorno potessero essere prodotte nuove puntate.